# Pulau Baru (Ipuh)
Pulau Baru is een bestuurslaag in het regentschap Muko-Muko van de provincie Bengkulu, Indonesië. Pulau Baru telt 733 inwoners (volkstelling 2010).